# Втрати 5-ї окремої штурмової бригади
У статті описано обставини загибелі бійців 5-ї окремої штурмової Київської бригади.

## Обставини втрат

### 2022
1. 5 жовтня 2022 — Черниш Максим Вікторович («Псих»), стрілець-помічник гранатометника. 26.02.1982 р.н. Загинув внаслідок мінометного обстрілу поблизу станції «Майорськ».[1]
2. 29 жовтня 2022 - Онопрієнко Сергій Олександрович .  Старший матрос, старший механік - водій І зенітно-ракетного відділення[2].
3. 7 листопада 2022 — Павлов Олександр Леонідович («Палич»). 07.10.1971 р.н. Загинув внаслідок гранотометного обстрілу Майорськ Донецька область.[3]
4. 19 грудня 2022 — Генов Сергій Георгійович, заступник командира бойової машини, навідник-оператор. Загинув біля ст. Майорськ Донецької області внаслідок танкового обстрілу.[4]

### 2023
1. 9 лютого 2023 — Римарєв Владислав («Філ»). Загинув біля села Іванівське під Бахмутом на Донеччині. Під час штурму потрапив під мінометний обстріл.[5]
2. 9 лютого 2023 — Шуть Василь Вікторович, солдат, номер обслуги. Загинув в районі села Кліщіївка Бахмутського району.[6]
3. 10 лютого 2023 — Мудревський Павло, старший солдат. Загинув біля села Іванівське під Бахмутом на Донеччині під час артилерійського обстрілу.[7]
4. 11 лютого 2023 — Юхимчук Руслан Олександрович, старший солдат. Загинув біля населеного пункту Іванівське Бахмутського району.[8]
5. 19 лютого 2023 — Ткач Андрій, солдат. Загинув поблизу села Іванівське під Бахмутом на Донеччині.[9]
6. 3 березня 2023 — Новік Дмитро, старший солдат. Загинув під Бахмутом поблизу села Іванівське на Донеччині, внаслідок артилерійського обстрілу.[10]
7. 20 березня 2023 — Решетников Олексій Єгорович, старший сержант, командир бойової машини. 12.03.1975 р.н. Загинув внаслідок гранотометного обстрілу поблизу селища Іванівське.[11]
8. 16 травня 2023 — Поляцьковий Володимир («Спец»), капітан. Загинув поблизу села Іванівське під Бахмутом на Донеччині, під час артилерійського обстрілу.[12]
9. 6 червня 2023 — Вієнко Руслан («Розвідка»). 2003, с. Мала Білозерка Запорізької області. Загинув в битві за Бахмут.[13]
10. 11 червня 2023 — Гарджала Микола («Гага»), солдат. Загинув біля села Іванівське під Бахмутом на Донеччині в результаті артилерійського обстрілу.[14]
11. 1 липня 2023 — Мамасуєв Олександр («Мамас»), сержант. Загинув поблизу села Іванівське під Бахмутом на Донеччині. Отримав смертельне вогнепальне поранення під час штурму.[15]
12. 31 серпня 2023 - Саєнко Юрій Олегович (Бєльбєк). Загинув в районі н.п. Кліщіївка Донецької обл.
13. 4 вересня 2023 — Віктор Орел («Тихий»), молодший сержант. Загинув поблизу села Іванівське під Бахмутом, під час мінометного обстрілу.[16]
14. 30 вересня 2023 — Літвін Андрій («Літо»), солдат. Загинув на Бахмутському напрямку, під час евакуації поранених.[17]
15. 16 жовтня 2023 — Чізмар Анатолій Ласлович, молодший сержант, старший механік-водій розвідувального відділення. Загинув в районі села Кліщіївка Донецької області.[18]
16. 18 жовтня 2023 — Писаренко Сергій Миколайович, сержант, старший водій-кулеметник. Помер у лікарні міста Львів.[19]
17. 26 листопада 2023 — Аніщенко Максим («Сідней»). 26.12.1988 р.н.[20]
18. 29 листопада 2023 — Іванічкін Олександр. 21.09.1975 р.н.[21]
19. 26 грудня 2023 — Дружицький Андрій.[22]
20. 29 грудня 2023 — Іванюк Ігор В'ячеславович («Майор»), головний сержант, командир відділення. 06.10.1971 р.н.[23]

### 2024
1. 21 січня 2024 — Кравченко Володимир Анатолійович. 1991 р.н.[24]
2. 3 лютого 2024 — Романюта Андрій Вікторович, солдат, стрілець-санітар. 1996 р.н. Загинув в районі села Іванівське Бахмутського району Донецької області.[25]
3. 14 березня 2024 — Офіцеренко Руслан Сергійович, солдат, командир мінометної батареї. Загинув в районі села Іванівське Бахмутського району Донецької області.[26]
4. 30 серпня 2024 — Тищук Артур. с. Братківці Стрийської громади.
5. 30 серпня 2024р.- Долотов Альберт Альбертович. 18.07.1998 р.н. с.Димер, Вишгородський район, Київська область. Головний сержант. Нагороджений відзнакою "За звитягу". Загинув під час виконання бойового завдання в с.Іванівське Бахмутського району Донецької області.
6. 9 вересня 2024 — Головатий Михайло. 27.01.1999, м. Львів [27]
7. 22 вересня 2024 — Боровик Клим Олександрович. 04.05.2004 р.н.. Загинув в районі села Іванівське Бахмутського району Донецької області, під час проведення пошуково-розвідувальних дій.[28]
8. 25 вересня 2024 — Достаєцький Руслан. 14.04.1978, м. Львів.[29]
9. 30 вересня 2024 — Кулик Андрій Миколайович. 36 років, сержант [30][31]
10. 7 жовтня 2024 - Коробчинський Рустам Михайлович, 15.02.1995. Помер[32].
11. 19 листопада 2024 року - Матощук Руслан Петрович, 02.04.1974р.н., с. Важне, Теплицька ТГ, Гайсинський р-н, Вінницька обл. Помер від численних тяжких поранень, отриманих при виконанні бойового завдання на Краматорському напрямку. [33].
12. 3 грудня 2024 - Олексій Полець, 25.06.1981, м. Хмельницький. Загинув в районі н. п. Іванівське, Бахмутського району, Донецької області[34].
13. 6 грудня 2024 - Олександр Михайлов, 08.02.1981, с. Голосків Летичівського району Хмельницької області. Солдат. Загинув в Донецькій області[35]

### 2025
1. 29 січня 2025 - Кухта Олександр Олександрович («Кухар»), 7.11.1985, с. Козакове Великомихайлівського району Одеської області. Загинув  року в результаті здійснення противником удару безпілотним літальним апаратом по позиції підрозділу в районі н.п. Ступочки Краматорського району Донецької області[36].
2. 3 травня 2025 - Скобало Тарас, 35 років. Уродженець селища Рудне Львівської області[37].